# Adnan Şenses

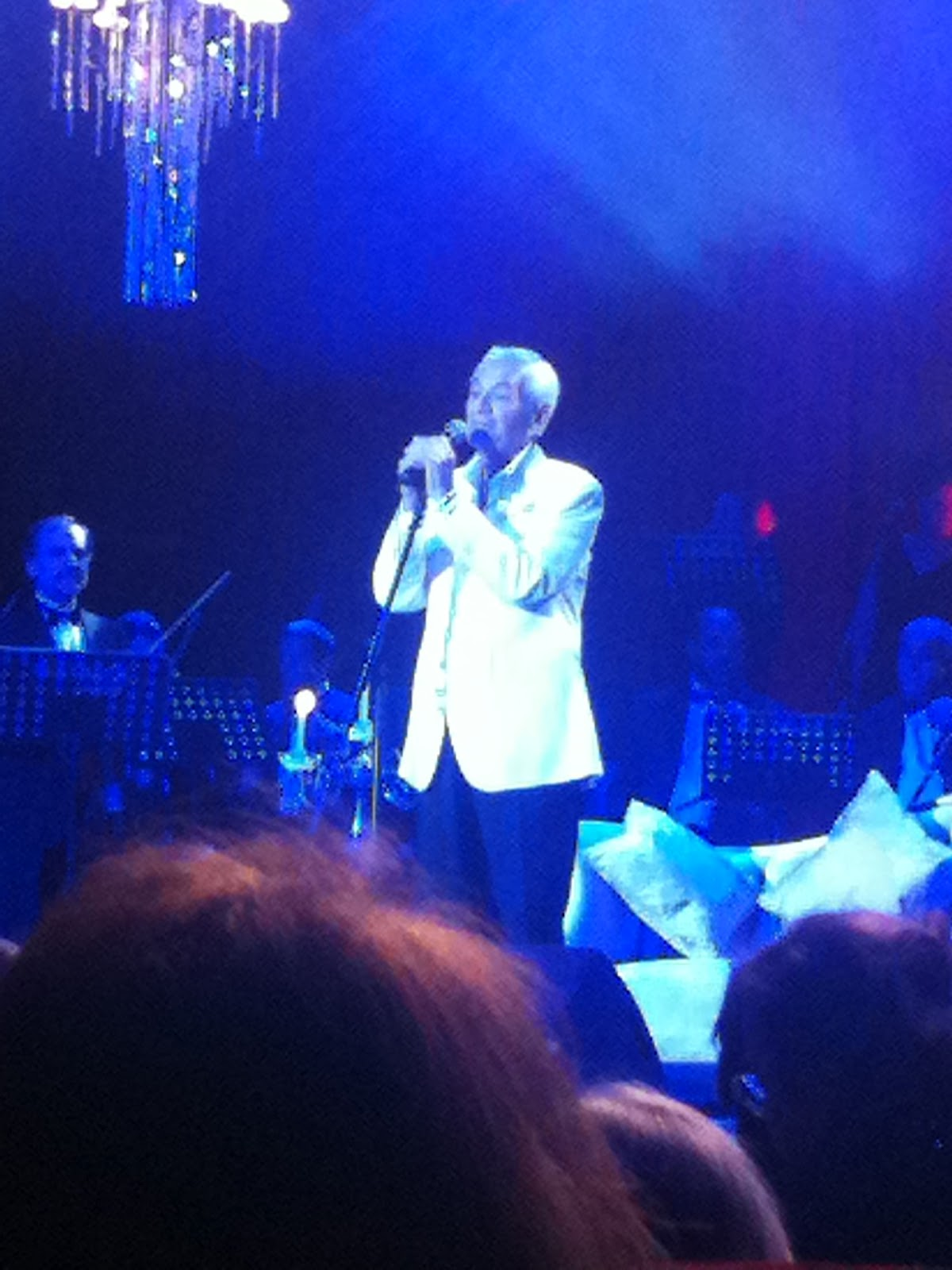
Adnan Şenses (2012)

Adnan Şenses (* 21. August 1935 in Bursa; † 25. Dezember 2013 in Istanbul) war ein türkischer Sänger der klassischen türkischen Musik und Schauspieler.

## Leben und Karriere
Adnan Şenses verbrachte seine Kindheit und Jugend auf Grund der Arbeit seines Vaters als Beamter zunächst in Ankara, wo er die Grundschule besuchte. Nachdem sein Vater nach Istanbul versetzt worden war, schloss er dort die Grund- und Hauptschule ab. Auf Drängen seiner Familie arbeitete er anschließend als Zimmermann.
Sein Interesse an der Musik war schon seit seiner Jugend vorhanden, und so begann er auf Grund der guten Kritik seiner Umgebung im Jahre 1956 mit der Musik und widmete dieser auch wesentlich mehr Zeit, bevor er seine Tätigkeit als Zimmermann vollständig beendete.
Adnan Şenses nahm seine erste Stelle als Musiker bei dem Radiosender Ankara Radyosu an, wo er dann auch weitere 16 Jahre tätig blieb. Gleichzeitig sang er in bekannten Casinos, drehte Spielfilme und nahm auch Alben auf.
In den späteren Jahren trat er nur noch selten im Fernsehen auf. Bei seinen Auftritten handelte es sich hauptsächlich um Sendungen der Türkischen Klassischen Musik.
Adnan Şenses wirkte in mehr als 20 Spielfilmen mit.

## Diskografie

### Alben
| - 1974: Baştan Yarat - 1975: Şimdi Hatırda Mıdır - 1976: Adnan Şenses - 1977: Çok Üzgünsün Arkadaş - 1978: Kaderimin Aynası - 1980: Bizim Hikayemiz - 1980: İnci Şanlı - 1981: 25. Sanat Yılı - 1981: Süper - 1982: Almanya Hatıralarım - 1983: Gönlüm Ve Ben - 1983: Yansın Bu Dünya - 1984: Gönlümde İsyan - 1987: İsyan Ederim | - 1989: Günün Sevilen Şarkıları - 1991: İlk Defa Ağladım - 1992: Senede Bir Gün - 1993: Gözümün Bebeği - 1994: Dokunmayın Bana - 1994: Şüphe - 1994: Dönme Sevgilim - 1995: Senin Olmaya Geldim - 1995: Yağmur Gözlüm - 1996: Nasihat - 1997: Sensizliği Taşıyamam - 2000: Son Sarkım (Elveda) - 2003: Sen İstemesende - 2013: Bir Efsanedir |

### Kollaborationen
- 1984: Arabesk 84 (mit Kamuran Akkor)

### Kompilationen
- 2006: Klasikleri (1976–2006)

### EPs
- 2013: Avare Şoför

### Bekannte Songs
- Doldur Be Meyhaneci
- Neden Saçların Beyazlamış Arkadaş

## Auszeichnungen
- 1999: Altın Kelebek Award in der Kategorie Bester Sänger der türkischen Kunstmusik
- 2000: Altın Kelebek Award in der Kategorie Bester Sänger der türkischen Kunstmusik
- 2002: Altın Kelebek Award in der Kategorie Bester Sänger der türkischen Kunstmusik